# Cornelis Janszoon van Weerdenborch
Cornelis Janszoon van Weerdenborch (Utrecht(?), onbekend - Amsterdam(?), 1648) was een edelsmid.
Van Weerdenborch was actief tussen 1603 en 1642, (vooral) in de stad Utrecht. Uit zijn oeuvre zijn (onder meer?) bekend een nautilusschelp uit 1621 en een bekerschroef uit 1622-1623.